# باتابون (لعبة فيديو)
باتابون (بالإنجليزية: Patapon)‏ (باليابانية: パタポン) ، هي لعبة فيديو إلكترونية من نوع الموسيقى وقتال، صدرت في السوق سنة 2008م، وتعمل حصراً لنظام بلاي ستيشن بورتبل المحمول، وهي من نشر شركة سوني كمبيوتر إنترتنمنت اليابانية.